# Juliana van Cornillon
Juliana van Cornillon (ook: Juliana van Luik) (Retinne, 13 november 1193 - Fosses-la-Ville, 5 april 1258) is een rooms-katholiek heilige.

## Levensloop
Juliana werd als vijfjarige wees, samen met haar zus Agnes, toevertrouwd aan de zorg van de augustinessen in het klooster en de leprozerie van Mont Cornillon in Luik. Zij werd vooral onderwezen door een zuster, die zij Sapientia (wijsheid) noemde. Onder haar spirituele ontwikkeling ontving Juliana ook zelf het religieuze habijt van de augustinessen. 
In 1222 werd ze gekozen tot priorin van het klooster. Ze raakte echter verwikkeld in oplopende conflicten met haar medezusters, waardoor zij het klooster van Mont Cornillon op eigen initiatief verliet en ging samenwonen met verschillende metgezellen. 
Over het precieze statuut van deze dertiende-eeuwse visionaire is daarom heel wat gespeculeerd. Was zij begijn, recluse, cisterciënzerin, norbertines of augustines? In kerkrechtelijk opzicht komt zij het meest in aanmerking als augustines, ware het niet dat de kaders destijds zo poreus waren en dat Juliana noodgedwongen zo vaak moest zwalken van het ene onderkomen naar het andere, dat het beter is om haar niet van een bepaald ‘kloosterzegel’ te voorzien. In de geest was zij het meest verwant aan de begijnen omdat zij net als zij niet in een (slot)klooster leefde en zich net als zij zowel aan gebed als aan ‘liefdewerken’ wijdde. In de Latijnse vita van Juliana, reeds enkele jaren na haar dood vervaardigd, lezen we dat zij al vanaf haar jeugd herhaaldelijk eenzelfde visioen kreeg dat zij echter niet kon duiden. Zij zag steeds een volle stralende maan, waaraan echter een klein segment ontbrak. Na haar veelvuldige smeekbeden onthulde Christus aan haar wat het betekende. De maan verbeeldde het liturgisch jaar waaraan blijkbaar nog een feest ontbrak. Hij wilde dat er een nieuw liturgisch feest zou worden ingesteld ter ere van het sacrament van zijn lichaam en bloed. Uit nederigheid en een gevoel van onwaardigheid verzuimde Juliana echter om dit goddelijk verlangen wereldkundig te maken. Het duurde nog ruim twintig jaar voor zij eindelijk tot actie overging. Eerst legde zij haar zaak voor aan zes geleerde geestelijken die unaniem oordeelden dat de instelling van dit feest zou strekken tot heil van de Kerk en de gelovigen. Vervolgens zocht en vond zij in de begijn Isabella van Hoei een medestandster om haar initiatief verder uit te dragen. Haar volgende stap was de compositie van een eigen officie – dat wil zeggen alle teksten voor het getijdengebed – voor het nieuwe feest. Samen met een jonge, onervaren clericus die bij haar in huis woonde, een zekere Johannes, zette zij zich aan deze klus. In goede harmonie togen beiden aan het werk: hij zette zich aan het schrijven en zij zette zich aan het gebed. Telkens wanneer hij een deel van het officie af had, legde hij dat aan Juliana voor waarbij hij zei: ‘Dit, mijn meesteres, is U van boven toegezonden. Ziet U of er nog dingen verbeterd moeten worden in de zangwijze of de tekst?’ Indien nodig bracht zij inderdaad correcties aan, waarbij zij, dankzij de kennis die bij haar was ingestort, een grote scherpzinnigheid etaleerde. Aan haar verbeteringen kon zelfs de grootste geleerde niets meer toevoegen, aldus de schrijver van Juliana’s vita. En zo werd in 1246 Corpus Christi of Sacramentsdag als nieuw feest in het bisdom Luik ingevoerd op de tweede donderdag na Pinksteren, met het officie van Juliana en Johannes.
Juliana stierf te Fosses-la-Ville (België) op 5 april 1258. 

## Verering
Juliana werd vanaf haar overlijden als een heilige vereerd, voornamelijk binnen de cisterziënzerorde. Ze werd begraven in de abdij van Villers.
Ze werd pas in 1869 heilig verklaard, door paus Pius IX. De pausen Johannes-Paulus II en Benedictus XVI hebben over haar geschreven. Paus Benedictus XVI benadrukte in een toespraak van 17 november 2010 de belangrijke rol die Juliana in de dertiende eeuw had bij de instelling van 'een van de belangrijkste liturgieën van het jaar: Sacramentsdag'. Ook vestigde hij de aandacht op de religieuze vrouwen in het bisdom Luik, begeleid door voorbeeldige priesters, die in groepen samenleefden en zich wijdden aan gebed en liefdadigheid.